# 金腹擬雀鯛
金腹擬雀鯛（學名：Pseudochromis oligochrysus）為鱸形目鱸亞目擬雀鯛科的其中一種，為熱帶海水魚，分布於印尼海域，深度25-65公尺，本魚體延長而側扁，背鰭硬棘3枚；背鰭軟條25-27枚；臀鰭硬棘3枚；臀鰭軟條16枚，體長可達5公分，棲息在水流快速的珊瑚礁區，生活習性不明。

## 擴展閱讀
維基物種上的相關：金腹擬雀鯛